# راجيش كومار
راجيش كومار هو ممثل هندي، ولد في 11 أكتوبر 1975 في الهند.

## وصلات خارجية
- راجيش كومار على موقع IMDb (الإنجليزية)